# Școala Specială de Artilerie și Geniu
Școala Specială de Artilerie și Geniu a fost o instituție militară de învățământ, înființată la 7 aprilie 1881, destinată pregătirii de specialitate a ofițerilor Armatei Române, din armele geniu și artilerie.

## Istoric

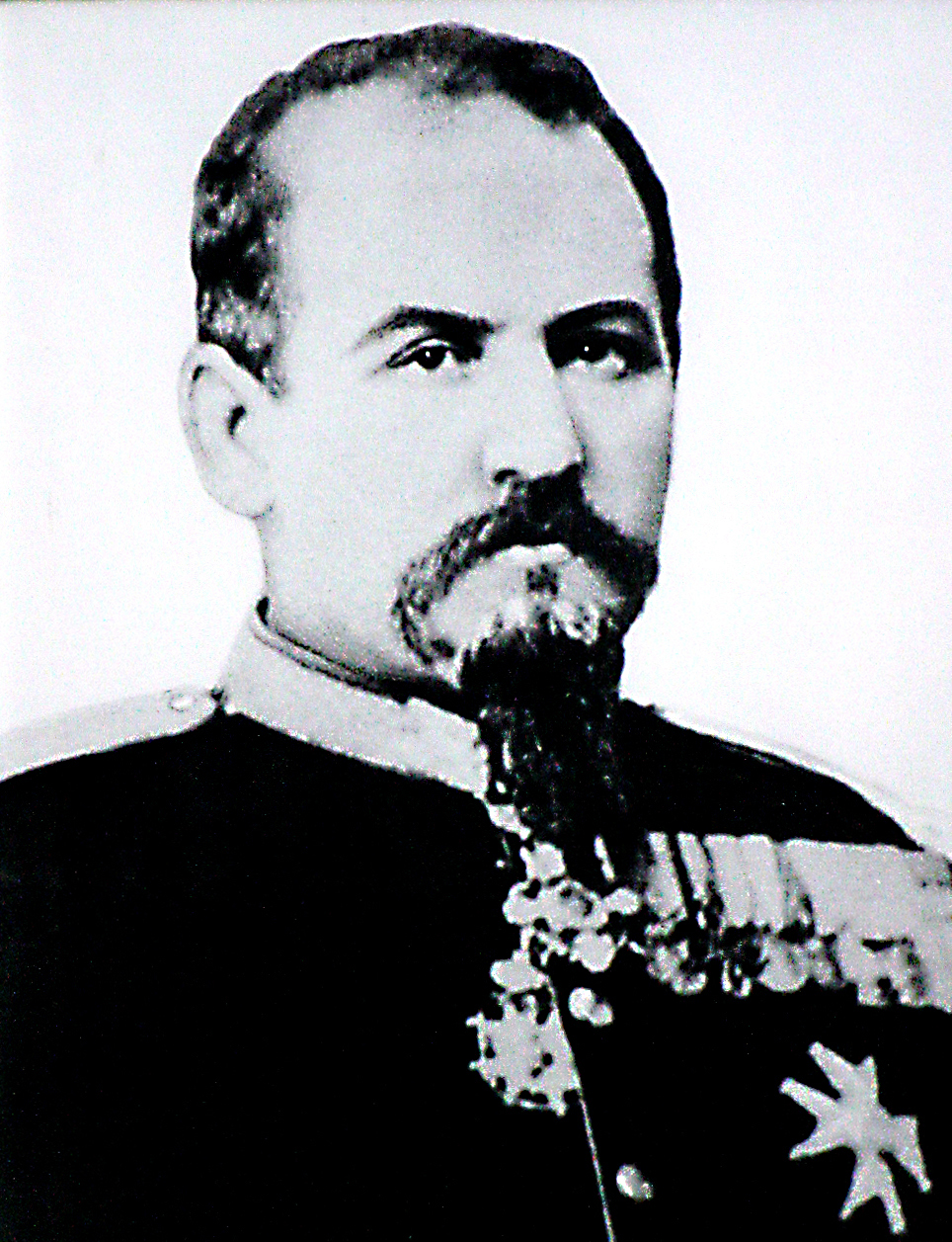
Generalul Gheorghe Slăniceanu.

Nevoile sporite de ofițeri specialiști pregătiți corespunzător, a scos la iveală carențele majore pe care le avea pregătirea tuturor ofițerilor într-o singură școală și după o programă unică, Școala Militară de Infanterie și Cavalerie. Acest lucru a condus în timp la neajunsuri majore, pe care le scotea în evidență raportul ministrului de război, generalul Gheorghe Slăniceanu: „Școala militară de infanterie și cavalerie era organizată până acum în prevederea ca ofițerii ieșiți din această școală să posede elementele trebuitoare pentru a putea servi în toate armele, precum și partea teoretică din cursurile de artilerie, fortificație și mai cu seamă cursul complementar de matematici, fiind predate pe baze mult superioare pentru această școală. Pe de o parte aceste cursuri ocupau fără vreun folos real timpul elevilor ce se destinau infanteriei și cavaleriei, împovărându-i cu lucrări pe care nu erau chemați a le aplica mai niciodată, iar pe de altă parte unele materii nu se puteau preda într-un mod așa de complex după cum ar fi trebuit pentru ofițerii ce se destinau armamentelor speciale de artilerie și geniu, astfel că acești ofițeri, la ieșirea lor din școală, neposedând îndestul toate acele materii indispensabile astăzi unor ofițeri de artilerie și geniu, erau nevoiți a se duce în mare număr prin școlile din străinătate pentru a-și completa studiile”. 
Ca urmare, prin Înaltul Decret nr. 996l din 7 aprilie 1881, regele Carol I a aprobat înființarea unei „școli de aplicație pentru artilerie și geniu sub denumirea de Școala specială de artilerie și geniu. Cursurile acestei școli, vor fi de trei ani, din care unul de preparație, compus din elevii veniți din școala de infanterie și cavalerie, conform  regulamentului special al acestei clase preparatore, iar ceilalți doi ani din toți elevii clasei preparatore cari, la examenele generale ale acelei clase, obținând media reglementară, au fost avansați la gradul de sublocotenent”. De asemenea, decretul prevedea că în Școala Specială de Artilerie și Geniu urmau a fi admiși și „sublocotenenți sau locotenenți aflați în regimentele de artilerie sau geniu cari ar dori să-și dezvolte cunoștințele armei lor, dacă vor satisface unui examen, asupra  cursurilor școalei preparatoare”.:p. 15 Printre tinerii ofițeri care au fost trimiși să urmeze cursurile primei promoții acestei școli s-a numărat și sublocotenentul Constantin Prezan.
Școala și-a început cursurile în toamna anului 1881 și a funcționat în București, în localul din Calea Griviței nr. 28, împreună cu Școala Militară de Infanterie și Cavalerie.:p. 16
Școala asigura o pregătire de înaltă calitate, având o programă cuprinzătoare care includea discipline de pregătire militară generală, discipline din științele fundamentale și științe aplicative.
Astfel, în clasa preparatoare se predau următoarele materii: algebră superioară, geometrie analitică și în spațiu, calcul integral și diferențial, geometrie descriptivă, plane cotale și ordine de arhitectură, mecanică rațională, fizică generală, chimie generală, limba franceză,  limba germană și scrimă. :p. 540
În ceilalți ani ofițerii-elevi de geniu aveau următoarele cursuri: fortificații, construcții, topografie, științe aplicate, mecanică aplicată, artă militară, artilerie, drept internațional, limba franceză, limba germană, hipologie, scrimă.:pp 546-547
Educația și nivelul de cunoștințe acumulat de către absolvenții școlii a făcut ca, deși armele infanterie și geniu aveau o pondere redusă în efectivele armatei, totuși dădeau foarte mulți generali (de exemplu, la o pondere de 2,2% din efectivele armatei, arma geniu dădea 25% din numărul generalilor, la nivelul anului 1914). Acest lucru făcea ca cele două arme să fie considerate armele de elită ale Armatei României, în epoca respectivă. Într-o statistică a avansării ofițerilor din ultimul sfert al secolului al XIX-lea, indică pentru stagiul în gradul de căpitan (înantea promovării în rândul ofițerilor superiori), următoarele medii: infanterie - 7,33 ani, cavalerie - 7,5 ani, artilerie - 6,8 ani, geniu - 4,66 ani.

## Absolvenți, personalități militare și civile
- 1886: Arthur Văitoianu (1864-1956), general de armată
- 1911: Vasile Atanasiu (1886-1964), general de armată